# 分析癱瘓
分析瘫痪（英語：或）指的是個人或團體因為過度分析或過度思考而導致决策或行動进展迟缓，無法在指定时间内做出有效決定或行動（即所谓的“癱瘓”）。情境可能被视为过于复杂且而可能導致更大的問題，所以遲遲無法做出决策。同樣地，一个人可能認為更優越的解決方案只有一步之遙，而陷入無止境的追求，忽略了報酬遞減的概念。
分析癱瘓是指對犯錯或錯過更好解決方案的恐懼，超過了及時決策下對成功的現實期望或其潛在的價值。這種不平衡導致決策無意識地被抑制，以試圖保留選項。過多的選項可能會使決策者過載，並導致這種「癱瘓」，使人無法得出結論。在需要做出決定的緊要關頭，若決策主體反而不能及時作出回應，問題可能會更加嚴重，它可能導致得不償失，造成更嚴重的問題。

## 软件开发
软件开发中，分析瘫痪通常表现为瀑布模型中冗长的项目规划、需求获取、软件设计和软件开发步骤，而这些步骤能创造的价值微乎其微，甚至完全没有，徒增反复修改的风险。当项目拖延过久时，这一过程往往会倾向于强调软件开发中的组织上的（或官僚的）问题，而偏离了其功能层面（价值创造）的部分。
分析瘫痪发生的原因可能是成员（例如系统分析员、项目经理、程序员）经验不足，或者组织文化僵化。但是Ram Chara认为，企业中的优柔寡断通常是由于没有足够多的人对公司的低效采取行动或发表意见。经验丰富和知识专业的情况下同样可能出现分析瘫痪，这是因为每个决策点出现的选项和考虑的数量增加了。
分析瘫痪是反面模式的一个例子。敏捷软件开发明确要求防止出现分析瘫痪，它倡导强调实用产品而非規格化产品的迭代工作循环，不过这需要整个项目团队的支持。某些场景下，敏捷软件开发反而在项目中造成了不必要的混乱，这往往是因为虽然制定了迭代计划，但却没有打算让团队坚持到底。